# Taiyō Knock
„Taiyō Knock” (jap. 太陽ノック Taiyō Nokku) – dwunasty singel japońskiego zespołu Nogizaka46, wydany w Japonii 22 lipca 2015 roku przez N46Div..
Singel został wydany w pięciu edycjach: regularnej (CD), trzech CD+DVD (Type-A, Type-B, Type-C) i „7-Eleven”. Osiągnął 1 pozycję w rankingu Oricon i pozostał na liście przez 34 tygodnie, sprzedał się w nakładzie 680 132 egzemplarzy i zdobył status potrójnej platynowej płyty.

## Lista utworów
Wszystkie utwory zostały napisane przez Yasushiego Akimoto.

### Type-A
| CD | CD                                                                   | CD               | CD                   | CD      |
| Nr | Tytuł utworu                                                         | Kompozycja       | Aranżacja            | Długość |
| -- | -------------------------------------------------------------------- | ---------------- | -------------------- | ------- |
| 1. | „Taiyō Knock” (jap. 太陽ノック)                                      | Katsuhiko Kurosu | Naoyuki Osada        | 4:03    |
| 2. | „Mō sukoshi no yume” (jap. もう少しの夢) (wyk. Nanase Nishino)       | Manabu Marutani  | Yūichi "Masa" Nonaka | 4:57    |
| 3. | „Sakanatachi no LOVE SONG” (jap. 魚たちのLOVE SONG)                  | Takuya Watanabe  | Takuya Watanabe      | 4:30    |
| 4. | „Taiyō Knock” (jap. 太陽ノック) (off vocal ver.)                     | Katsuhiko Kurosu | Naoyuki Osada        | 4:03    |
| 5. | „Mō sukoshi no yume” (jap. もう少しの夢) (off vocal ver.)            | Manabu Marutani  | Yūichi "Masa" Nonaka | 4:57    |
| 6. | „Sakanatachi no LOVE SONG” (jap. 魚たちのLOVE SONG) (off vocal ver.) | Takuya Watanabe  | Takuya Watanabe      | 4:30    |

| DVD | DVD                                                               | DVD     |
| Nr  | Tytuł utworu                                                      | Długość |
| --- | ----------------------------------------------------------------- | ------- |
| 1.  | „Taiyō Knock” (jap. 太陽ノック) (music video)                     | 5:20    |
| 2.  | „Sakanatachi no LOVE SONG” (jap. 魚たちのLOVE SONG) (music video) | 5:55    |
| 3.  | „Akimoto Manatsu & Nishino Nanase” (jap. 秋元真夏&西野七瀬)       | 4:27    |
| 4.  | „Ikoma Rina & Inoue Sayuri” (jap. 生駒里奈&井上小百合)            | 7:04    |
| 5.  | „Itō Karin & Kawamura Mahiro” (jap. 伊藤かりん&川村真洋)          | 6:13    |
| 6.  | „Itō Junna & Terada Ranze” (jap. 伊藤純奈&寺田蘭世)               | 5:07    |
| 7.  | „Nakamoto Himeka & Nōjo Ami” (jap. 中元日芽香&能條愛未)           | 6:03    |
| 8.  | „Hoshino Minami & Matsumura Sayuri” (jap. 星野みなみ&松村沙友理)  | 5:53    |

### Type-B
| CD | CD                                                             | CD               | CD                   | CD      |
| Nr | Tytuł utworu                                                   | Kompozycja       | Aranżacja            | Długość |
| -- | -------------------------------------------------------------- | ---------------- | -------------------- | ------- |
| 1. | „Taiyō Knock” (jap. 太陽ノック)                                | Katsuhiko Kurosu | Naoyuki Osada        | 4:03    |
| 2. | „Mō sukoshi no yume” (jap. もう少しの夢) (wyk. Nanase Nishino) | Manabu Marutani  | Yūichi "Masa" Nonaka | 4:57    |
| 3. | „Muhyōjō” (jap. 無表情) (wyk. Erika Ikuta, Sayuri Matsumura)   | Akira Sunset     | Akira Sunset         | 3:51    |
| 4. | „Taiyō Knock” (jap. 太陽ノック) (off vocal ver.)               | Katsuhiko Kurosu | Naoyuki Osada        | 4:03    |
| 5. | „Mō sukoshi no yume” (jap. もう少しの夢) (off vocal ver.)      | Manabu Marutani  | Yūichi "Masa" Nonaka | 4:57    |
| 6. | „Muhyōjō” (jap. 無表情) (off vocal ver.)                       | Akira Sunset     | Akira Sunset         | 3:51    |

| DVD | DVD                                                          | DVD     |
| Nr  | Tytuł utworu                                                 | Długość |
| --- | ------------------------------------------------------------ | ------- |
| 1.  | „Taiyō Knock” (jap. 太陽ノック) (music video)                | 5:20    |
| 2.  | „Muhyōjō” (jap. 無表情) (music video)                        | 4:38    |
| 3.  | „Ikuta Erika & Shiraishi Mai” (jap. 生田絵梨花&白石麻衣)     | 5:08    |
| 4.  | „Etō Misa & Takayama Kazumi” (jap. 衛藤美彩&高山一実)        | 6:23    |
| 5.  | „Kawago Hina & Sagara Iori” (jap. 川後陽菜&相楽伊織)         | 4:28    |
| 6.  | „Saitō Chiharu & Nagashima Seira” (jap. 斎藤ちはる&永島聖羅) | 5:31    |
| 7.  | „Saitō Yūri & Shinuchi Mai” (jap. 斉藤優里&新内眞衣)         | 5:09    |
| 8.  | „Suzuki Ayane & Watanabe Miria” (jap. 鈴木絢音&渡辺みり愛)   | 6:45    |

### Type-C
| CD | CD                                                                                | CD                 | CD                   | CD      |
| Nr | Tytuł utworu                                                                      | Kompozycja         | Aranżacja            | Długość |
| -- | --------------------------------------------------------------------------------- | ------------------ | -------------------- | ------- |
| 1. | „Taiyō Knock” (jap. 太陽ノック)                                                   | Katsuhiko Kurosu   | Naoyuki Osada        | 4:03    |
| 2. | „Mō sukoshi no yume” (jap. もう少しの夢) (wyk. Nanase Nishino)                    | Manabu Marutani    | Yūichi "Masa" Nonaka | 4:57    |
| 3. | „Wakaregiwa, motto suki ni naru” (jap. 別れ際、もっと好きになる)                  | Akira Sunset, ha-j | Akira Sunset, ha-j   | 4:17    |
| 4. | „Taiyō Knock” (jap. 太陽ノック) (off vocal ver.)                                  | Katsuhiko Kurosu   | Naoyuki Osada        | 4:03    |
| 5. | „Mō sukoshi no yume” (jap. もう少しの夢) (off vocal ver.)                         | Manabu Marutani    | Yūichi "Masa" Nonaka | 4:57    |
| 6. | „Wakaregiwa, motto suki ni naru” (jap. 別れ際、もっと好きになる) (off vocal ver.) | Akira Sunset, ha-j | Akira Sunset, ha-j   | 4:17    |

| DVD | DVD                                                                            | DVD     |
| Nr  | Tytuł utworu                                                                   | Długość |
| --- | ------------------------------------------------------------------------------ | ------- |
| 1.  | „Taiyō Knock” (jap. 太陽ノック) (music video)                                  | 5:20    |
| 2.  | „Wakaregiwa, motto suki ni naru” (jap. 別れ際、もっと好きになる) (music video) | 7:06    |
| 3.  | „Itō Marika & Sakurai Reika” (jap. 伊藤万理華&桜井玲香)                        | 7:04    |
| 4.  | „Kitano Hinako & Hori Miona” (jap. 北野日奈子&堀未央奈)                        | 6:37    |
| 5.  | „Saitō Asuka & Hashimoto Nanami” (jap. 齋藤飛鳥&橋本奈々未)                    | 7:02    |
| 6.  | „Sasaki Kotoko & Wada Maaya” (jap. 佐々木琴子&和田まあや)                      | 6:05    |
| 7.  | „Nakada Kana & Higuchi Hina” (jap. 中田花奈&樋口日奈)                          | 3:07    |
| 8.  | „Fukagawa Mai & Wakatsuki Yumi” (jap. 深川麻衣&若月佑美)                       | 6:29    |

### Edycja regularna
| CD | CD                                                                                                | CD                | CD                   | CD      |
| Nr | Tytuł utworu                                                                                      | Kompozycja        | Aranżacja            | Długość |
| -- | ------------------------------------------------------------------------------------------------- | ----------------- | -------------------- | ------- |
| 1. | „Taiyō Knock” (jap. 太陽ノック)                                                                   | Katsuhiko Kurosu  | Naoyuki Osada        | 4:03    |
| 2. | „Mō sukoshi no yume” (jap. もう少しの夢) (wyk. Nanase Nishino)                                    | Manabu Marutani   | Yūichi "Masa" Nonaka | 4:57    |
| 3. | „Seifuku o nuide sayonara o...” (jap. 制服を脱いでサヨナラを…) (wyk. Asuka Saitō, Minami Hoshino) | Takahiro Furukawa | Takahiro Furukawa    | 5:01    |
| 4. | „Taiyō Knock” (jap. 太陽ノック) (off vocal ver.)                                                  | Katsuhiko Kurosu  | Naoyuki Osada        | 4:03    |
| 5. | „Mō sukoshi no yume” (jap. もう少しの夢) (off vocal ver.)                                         | Manabu Marutani   | Yūichi "Masa" Nonaka | 4:57    |
| 6. | „Seifuku o nuide sayonara o...” (jap. 制服を脱いでサヨナラを…) (off vocal ver.)                   | Takahiro Furukawa | Takahiro Furukawa    | 5:01    |

### 7-Eleven
| CD | CD                                                             | CD                 | CD                                | CD      |
| Nr | Tytuł utworu                                                   | Kompozycja         | Aranżacja                         | Długość |
| -- | -------------------------------------------------------------- | ------------------ | --------------------------------- | ------- |
| 1. | „Taiyō Knock” (jap. 太陽ノック)                                | Katsuhiko Kurosu   | Naoyuki Osada                     | 4:03    |
| 2. | „Mō sukoshi no yume” (jap. もう少しの夢) (wyk. Nanase Nishino) | Manabu Marutani    | Yūichi "Masa" Nonaka              | 4:57    |
| 3. | „Hane no kioku” (jap. 羽根の記憶)                              | Katsuhiko Sugiyama | Katsuhiko Sugiyama, Tatsurō Ariki | 5:42    |
| 4. | „Taiyō Knock” (jap. 太陽ノック) (off vocal ver.)               | Katsuhiko Kurosu   | Naoyuki Osada                     | 4:03    |
| 5. | „Mō sukoshi no yume” (jap. もう少しの夢) (off vocal ver.)      | Manabu Marutani    | Yūichi "Masa" Nonaka              | 4:57    |
| 6. | „Hane no kioku” (jap. 羽根の記憶) (off vocal ver.)             | Katsuhiko Sugiyama | Katsuhiko Sugiyama, Tatsurō Ariki | 5:42    |

## Skład zespołu
| „Taiyō Knock” |
| --- |
| - 1. gen.: Manatsu Akimoto, Erika Ikuta, Rina Ikoma (środek), Marika Itō, Sayuri Inoue, Misa Etō, Asuka Saitō, Yūri Saitō, Reika Sakurai, Mai Shiraishi, Kazumi Takayama, Nanase Nishino, Nanami Hashimoto, Mai Fukagawa, Minami Hoshino, Sayuri Matsumura, Yumi Wakatsuki - 2. gen.: Mai Shinuchi |

| „Sakanatachi no LOVE SONG”                                                                  |
| ------------------------------------------------------------------------------------------- |
| - 1. gen.: Mai Shiraishi (środek), Kazumi Takayama, Nanami Hashimoto (środek), Mai Fukagawa |

| „Wakaregiwa, motto suki ni naru” |
| --- |
| - 1. gen.: Hina Kawago, Mahiro Kawamura, Chiharu Saitō, Kana Nakada, Himeka Nakamoto, Seira Nagashima, Ami Nōjo, Hina Higuchi, Maaya Wada - 2. gen.: Karin Itō, Junna Itō, Hinako Kitano, Iori Sagara, Kotoko Sasaki, Ayane Suzuki, Ranze Terada, Miona Hori (środek), Miria Watanabe |

| „Hane no kioku” |
| --- |
| - 1. gen.: Manatsu Akimoto, Erika Ikuta, Rina Ikoma (środek), Marika Itō, Sayuri Inoue, Misa Etō, Asuka Saitō, Yūri Saitō, Reika Sakurai, Mai Shiraishi, Kazumi Takayama, Nanase Nishino, Nanami Hashimoto, Mai Fukagawa, Minami Hoshino, Sayuri Matsumura, Yumi Wakatsuki - 2. gen.: Mai Shinuchi |

## Notowania
| Lista                             | Pozycja |
| --------------------------------- | ------- |
| Oricon Weekly Singles Chart       | 1       |
| Oricon Yearly Singles Chart       | 7       |
| Billboard Japan Hot 100           | 1       |
| Billboard Japan Hot Singles Sales | 1       |